# Georg Wendler

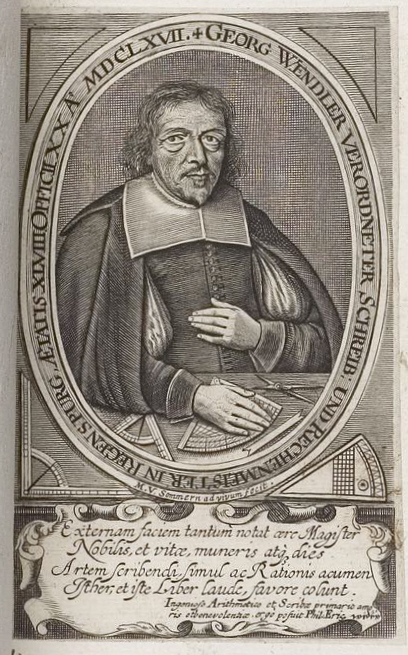
Georg Wendler 1667 im Alter von 48 Jahren (Kupferstich aus seinem Rechenbuch)

Georg Wendler (* 1619 in Burglengenfeld; † 4. November 1688 in Regensburg) war ein deutscher Rechenmeister.
Er hatte einen älteren Bruder gleichen Namens (* 1616/18 in Burglengenfeld; † 30. November 1688 in Regensburg), der in Regensburg (Bürgereid 11. Dezember 1655) als Visierer (Eichmeister für Fassmessung) tätig war.

## Leben und Werk
Wendlers Eltern waren der Taglöhner und Bürger Hans Wendler († 25. Mai 1644 in Regensburg) und seine Ehefrau Elisabeth († 29. Januar 1665 in Regensburg). Er bekam seine Ausbildung in Arithmetik beim Nürnberger Rechenmeister Ulrich Hofmann (* 28. Mai 1610 in Nürnberg; † 22. September 1682 in Nürnberg) und in Geometrie beim Altdorfer Professor Abdias Treu. Am 30. September 1646 legte er in Nürnberg die Rechenmeisterprüfung ab und eröffnete 1647 eine Schreib- und Rechenschule in Regensburg. Am 22. Mai 1655 heiratete er Eva Teuteberger und wurde am 30. Juli 1655 Bürger von Regensburg.
Wendlers Rechenbuch Arithmetica practica erschien 1667 als explizites Nachfolgewerk der Arithmetica von Johann Kandler. Am Anfang stehen dreizehn Grußadressen, die Wendler zu seinem Werk beglückwünschen. Danach beschrieb er in drei Teilen die Grundrechnungsarten, zahlreiche Themen aus dem kaufmännischen Rechnen und die damalige Algebra (Coss). Ans Ende stellte er ein ungelöstes aufwändiges Buchstaben-Zahlenrätsel mit vierzehn Teilen, von dem keine zeitgenössische Bearbeitung bekannt ist.
Aus Wendlers Nachlass befinden sich zwei mächtige, reich illustrierte, handschriftliche Folio-Bände in München in der  Bayerischen Staatsbibliothek. Beide sind wegen der behandelten Themen und der Ausführlichkeit ihrer Darstellung wertvolle mathematikhistorische Dokumente.
Den kleineren Band mit 372 Blättern nannte Wendler Memorialbuch. Er enthält eine Vielfalt von Themen: die ersten sechs Bücher Euklids, übersetzt von Abdias Treu; den Oktant von Heinrich Hofmann (1576–1652), Professor in Jena; Trigonometrie und Vermessungswesen (u. a. mit dem Messtisch von Johannes Praetorius); den Messzirkel von Kaspar Uttenhofer in Nürnberg (incl. Ballistik); Sonnenuhren; Visieren (Fassmessung). Am Schluss sind autobiographische Angaben aus dem Jahr 1646 dokumentiert: Wendlers Prüfungsaufgaben sowie sein Arbeits- und Prüfungszeugnis.
Den zweiten umfangreicheren Band von 707 Blättern betitelte Wendler mit Analysis vel Resolutio. Er bearbeitete darin meist im Druck erschienene Aufgaben von mehr als vierzig Rechenmeistern, u. a. Peter Apian, Nikolaus Beusser, Tobias Beutel, Franz Brasser, Johann Hemeling, Simon Jacob, Johann Kandler, Johannes Krafft, Arnold Möller, Anton Neudörffer, Peter Roth, Sebastian Kurtz, Christoph Rudolff, Michael Stifel, Caspar Schott und Caspar Thierfelder.
Zudem enthält diese Handschrift eine wertvolle, sonst nirgends dokumentierte Sammlung von 285 Aufgaben aus der geplanten, aber nie gedruckten Grossen Arithmetic des Nürnberger Rechenmeisters Anton Neudörffer (* 5. März 1571 in Nürnberg; † 28. April 1628 in Regensburg).

## Werke
- Arithmetica Practica; Das ist: Kunst oder Wissenschafft; recht ordentlich und künstlich nach der Zahl, Maß und Gewicht zu tractirn und zu rechnen durch die Regulam Detri, und Practicam, nach ietziger Zeit gangbaren Müntzen, schönen nützlichen Reguln, vorfallenden Fragen und üblichen Rechnungen auf das allerkürtzeste und leichteste zu solvirn und aufzulösen. Christoph Fischer, Regensburg 1667 (Online). 2. Auflage Johann Zacharias Seidel, Regensburg 1698.[13]
- Memorial oder Handbuch. [Nürnberg/Regensburg um 1645 bis um 1650], München, Bayerische Staatsbibliothek, Cgm 3788 (Online).
- Analysis vel Resolutio, das ist Aufflösung viler schöner Kunstreicher Algebraischer oder Cossischer Polygonal: Pyrgoidalischer Pyramidalischer Columnar: auch Congruens: Geomet: und Arithmetischen Rechnungen Fragen und aufgaben, der allerberühmtisten Kunstreichisten Rechenmeister, in Teutschland. Franckreich. Holland, Engelland, Niderland, Spanien, Italien, Schweden, Dennemarck, und andern Orten, so zu ende Ihrer Rechenbücher in Reimen und andern aufgaben zum theil ohne Facit gesetzt, denen hierin gedachten Autoribus zu sondern gefallen und der Kunst zu ehren aufgelöst und hiereingesch[rieben]. [Nürnberg/Regensburg um 1645 bis um 1663], München, Bayerische Staatsbibliothek, Cgm 3789 (Online).